# Черницын, Василий Юрьевич
Васи́лий Ю́рьевич Черни́цын (15 мая 1977, Ярославль) — российский футболист, вратарь.

## Биография
Воспитанник СДЮШОР «Шинник».
Футбольную карьеру начинал в ярославском «Нефтянике» в 1994 и 1995 годах. В 1996 году играл в «Динамо» из Вологды. В 1997—1999 годах был игроком «Шинника», в составе которого дебютировал в Высшем дивизионе России и стал первым вратарём, отразившим удар Георгия Деметрадзе с пенальти. С 2000 года выступал за различные клубы Второго дивизиона: «Оазис», «Северсталь», «Коломна», «Спартак» из Луховиц (в составе последних отметился голом). В 2007 году вместе с подольским «Витязем» вышел в Первый дивизион, став лучшим голкипером зоны «Центр». В 2010—2012 годах — в «Нижнем Новгороде». Летом и осенью 2012 года — в пензенском «Зените». С 2013 года играл в «Коломне».
В 2014 году получил травму и решил завершить карьеру.